# Dekanat Kraków-Salwator
Dekanat III Kraków – Salwator – jeden z 45 dekanatów w rzymskokatolickiej archidiecezji krakowskiej.

## Parafie
W skład dekanatu wchodzi 11 parafii:
1. parafia Chrystusa Króla – Kraków Zwierzyniec (Przegorzały)
2. parafia Matki Bożej Częstochowskiej – Kraków Zwierzyniec (Olszanica)
3. parafia Matki Bożej Królowej Polski – Kraków Zwierzyniec (Wola Justowska)
4. parafia Matki Bożej Nieustającej Pomocy – Kraków Zwierzyniec (Bielany)
5. parafia Matki Bożej Różańcowej – Kraków Dębniki (Skotniki)
6. parafia Najświętszego Salwatora – Kraków Zwierzyniec (os. Salwator)
7. parafia Najświętszego Serca Pana Jezusa – Kraków Dębniki (Pychowice)
8. parafia św. Apostołów Piotra i Pawła – Kraków Dębniki (Tyniec)
9. parafia św. Stanisława Kostki – Kraków Dębniki (Dębniki)
10. parafia Zesłania Ducha Świętego – Kraków Dębniki (Ruczaj)
11. parafia św. Jana Pawła II – Kraków Dębniki (Ruczaj)

## Sąsiednie dekanaty
Czernichów, Kraków – Borek Fałęcki, Kraków – Bronowice, Kraków – Centrum, Kraków – Kazimierz, Kraków – Podgórze, Mogilany, Skawina.